# Gerry McNeil
Gerald George „Gerry“ McNeil (* 17. April 1926 in Quebec City, Québec; † 17. Juni 2004 in Montréal, Québec) war ein kanadischer Eishockeytorwart, der in seiner aktiven Zeit von 1943 bis 1961 unter anderem für die Canadiens de Montréal in der National Hockey League gespielt hat.

## Karriere
Gerry McNeil begann seine Karriere als Eishockeyspieler bei den Royaux de Montréal, für die er von 1943 bis 1949 in der Quebec Senior Hockey League aktiv war. In der Liga gehörte der Torwart zu den besten Spielern überhaupt und wurde in den Jahren 1947, 1948 und 1949 jeweils in das erste All-Star Team der QSHL gewählt. Zudem wurde er in jedem der drei Jahre zum besten Torwart der Liga ernannt. Während seiner Zeit bei den Royaux gab er für deren Kooperationspartner, die Canadiens de Montréal, in der Saison 1947/48 sein Debüt in der National Hockey League, in der er in zwei Spielen zum Einsatz kam. In der Saison 1949/50 spielte der Kanadier parallel für Montréal in der NHL und deren Farmteam Cincinnati Mohawks in der American Hockey League, wobei er hauptsächlich in der AHL zum Einsatz kam.
Von 1950 bis 1954 war McNeil Stammtorwart bei den Canadiens in der NHL und nahm aufgrund guter Leistungen 1951 bis 1953 drei Mal in Folge am NHL All-Star Game teil. Dabei konnte er besonders in der Saison 1952/53 überzeugen, in der er seine Mannschaft zum Stanley-Cup-Sieg führte. In dieser Spielzeit wurde er mit der Wahl in das Second All-Star Team der NHL belohnt. Von 1954 bis 1956 trat der Kanadier ausschließlich in seiner Heimatprovinz Québec für die Marquis de Jonquière und seinen Ex-Club Royaux de Montréal an. In der Saison 1955/56 wurde er dabei in das erste All-Star Team der Quebec Hockey League gewählt und zum besten Torwart der Liga ernannt. In der Saison 1956/57 war er parallel zum Spielbetrieb mit den Royaux hinter Jacques Plante Ersatztorwart bei den Canadiens de Montréal, mit denen er bei neun eigenen Einsätzen zum zweiten Mal in seiner Laufbahn den Stanley Cup gewann.
Nachdem McNeil in der Folgezeit zunächst nicht mehr in der NHL zum Zuge gekommen war, lief er von 1957 bis 1959 für die Rochester Americans in der American Hockey League auf. In den Stanley-Cup-Playoffs der Saison 1957/58 wurde er als Ersatztorwart noch einmal von den Canadiens berufen. Obwohl er in den Playoffs zu keinem Einsatz kam, wurde sein Name auf dem Stanley Cup eingraviert und er gewann seinen dritten NHL-Titel. Anschließend verbrachte er je ein Jahr bei seinem Ex-Club Royaux de Montréal in der Eastern Professional Hockey League, sowie bei den As de Québec in der AHL, ehe er im Alter von 35 Jahren seine Karriere beendete.

## Erfolge und Auszeichnungen
| - 1947 QSHL First All-Star Team - 1947 Byng of Vimy Trophy - 1948 QSHL First All-Star Team - 1948 Byng of Vimy Trophy - 1949 QSHL First All-Star Team - 1949 Byng of Vimy Trophy - 1951 NHL All-Star Game - 1952 NHL All-Star Game | - 1953 NHL All-Star Game - 1953 Stanley-Cup-Gewinn mit den Canadiens de Montréal - 1953 NHL Second All-Star Team - 1956 QHL First All-Star Team - 1956 Vezina Memorial Trophy - 1957 Stanley-Cup-Gewinn mit den Canadiens de Montréal - 1958 AHL Second All-Star Team - 1958 Stanley-Cup-Gewinn mit den Canadiens de Montréal |